# Rod Steiger
Rodney Stephen Steiger, detto Rod (AFI: [ˈstaɪɡər]; Westhampton, 14 aprile 1925 – Los Angeles, 9 luglio 2002), è stato un attore statunitense.
Fu vincitore dell'Oscar al miglior attore per la sua interpretazione di Bill Gillespie nel cult La calda notte dell'ispettore Tibbs.

## Biografia

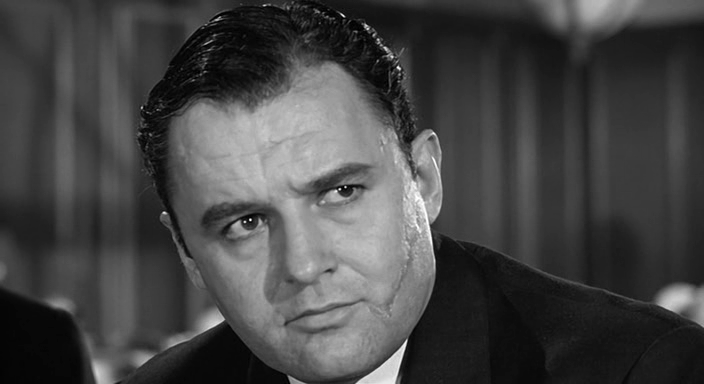
Rod Steiger nel ruolo di Al Capone nell'omonimo film del 1959

Steiger nacque a Westhampton, nello stato di New York, il 14 aprile 1925 in una famiglia di religione luterana e di origini tedesche, scozzesi e francesi, da Lorraine Driver e Frederick Steiger. Nella sua lunga carriera ottenne una candidatura all'Oscar al miglior attore non protagonista, per il film Fronte del porto (1954) di Elia Kazan, e l'Oscar al miglior attore nel 1968, per il ruolo dello sceriffo Bill Gillespie ne La calda notte dell'ispettore Tibbs di Norman Jewison.
Nel 1971 fu diretto da Sergio Leone in Giù la testa. Nel 1974 interpretò Benito Mussolini in Mussolini ultimo atto, diretto da Carlo Lizzani. Sua fu una delle migliori prove offerte nel Gesù di Nazareth (1977) di Franco Zeffirelli, dove incarnò un Ponzio Pilato cinico e risolutore, ma anche capace di giudicare il destino del condannato secondo le proprie impressioni. Nel 1981 vinse il premio al miglior attore al Montreal World Film Festival per il film Gli eletti.
Morì a Los Angeles, il 9 luglio 2002, in seguito a complicazioni polmonari e renali sopraggiunte dopo un intervento per l'asportazione di un tumore alla cistifellea. Dopo la cremazione, le sue ceneri furono tumulate in una celletta del Forest Lawn Memorial Park, nel quartiere di Hollywood Hills di Los Angeles.

## Vita privata
Si sposò cinque volte, divorziando quattro, ed ebbe due figli: Anna, soprano, nata nel 1960 dalla seconda moglie, l'attrice inglese Claire Bloom, e Michael, avuto nel 1993 dalla quarta moglie Paula Ellis.

## Filmografia

### Cinema
- Teresa, regia di Fred Zinnemann (1951)
- Fronte del porto (On the Waterfront), regia di Elia Kazan (1954)
- Corte marziale (The Court-Martial of Billy Mitchell), regia di Otto Preminger (1955)
- Il grande coltello (The Big Knife), regia di Robert Aldrich (1955)
- Oklahoma!, regia di Fred Zinnemann (1955)
- Il colosso d'argilla (The Harder They Fall), regia di Mark Robson (1956)
- Ritorno dall'eternità, (Return from Eternity), regia di John Farrow (1956)
- Vento di terre lontane (Jubal), regia di Delmer Daves (1956)
- Al di là del ponte (Across the Bridge), regia di Ken Annakin (1957)
- Furia infernale (The Unholy Wife),regia di John Farrow (1957)
- La tortura della freccia (Run of the Arrow), regia di Samuel Fuller (1957)
- Lama alla gola (Cry Terror!), regia di Andrew L. Stone (1958)
- Al Capone, regia di Richard Wilson (1959)
- I sette ladri (Seven Thieves), regia di Henry Hathaway (1960)
- Il marchio (Ther Mark), regia di Guy Green (1961)
- Il mondo nella mia tasca (An einem Freitag um halb zwölf), regia di Alvin Rakoff (1961)
- Il giorno più lungo (The Longest Day), regia di Ken Annakin, Andrew Marton, Bernhard Wicki e Darryl F. Zanuck (1962)
- La notte delle iene (13 West Street), regia di Philip Leacock (1962)
- Tre passi dalla sedia elettrica (Convicts 4), regia di Millard Kaufman (1962)
- Le mani sulla città, regia di Francesco Rosi (1963)
- Gli indifferenti, regia di Francesco Maselli (1964)
- L'uomo del banco dei pegni (The Pawnbroker), regia di Sidney Lumet (1964)
- Il caro estinto (The Loved One), regia di Tony Richardson (1965)
- E venne un uomo, regia di Ermanno Olmi (1965)
- Il dottor Živago (Doctor Zhivago), regia di David Lean (1965)
- La ragazza e il generale, regia di Pasquale Festa Campanile (1967)
- La calda notte dell'ispettore Tibbs (in the Heat of the Night), regia di Norman Jewison (1967)
- Non si maltrattano così le signore (No Way to Treat a Lady), regia di Jack Smight (1968)
- Il sergente (The Sergeant), regia di John Flynn (1968)
- L'uomo illustrato (The Illustrated Man), regia di Jack Smight (1969)
- In 2 sì, in 3 no (Three Into Two Won't Go), regia di Peter Hall (1969)
- Waterloo, regia di Sergej Bondarčuk (1970)
- Giù la testa, regia di Sergio Leone (1971)
- Una vampata di vergogna (Happy Birthday, Wanda June), regia di Mark Robson (1971)
- Lucky Luciano, regia di Francesco Rosi (1973)
- Gli eroi, regia di Duccio Tessari (1973)
- La terra si tinse di rosso (Lolly-Madonna XXX), regia di Richard C. Sarafian (1973)
- Mussolini ultimo atto, regia di Carlo Lizzani (1974)
- Il giorno più lungo di Scotland Yard (Hennessy), regia di Don Sharp (1975)
- Gli innocenti dalle mani sporche (Les innocents aux mains sales), regia di Claude Chabrol (1975)
- W.C. Fields and Me, regia di Arthur Hiller (1976)
- Gesù di Nazareth (Jesus of Nazareth), regia di Franco Zeffirelli (1977)
- F.I.S.T., regia di Norman Jewison (1978)
- Amityville Horror, regia di Stuart Rosenberg (1979)
- Ritratto di un Killer (Portrait of a Hitman), regia di Allan A. Buckhantz (1979)
- Breakthrough, specchio per le allodole (Breakthrough), regia di Andrew V. McLaglen (1979)
- Tiro incrociato (Love and Bullets), regia di Stuart Rosenberg (1979)
- Jack London Story (Klondike Fever), regia di Peter Carter (1980)
- Lucky Star (The Lucky Star), regia di Max Fischer (1980)
- Il mistero di Wolf Lake (Wolf Lake), regia di Burt Kennedy (1980)
- Branco selvaggio (Cattle Annie and Little Britches), regia di Lamont Johnson (1981)
- Il leone del deserto (Lion of the Desert), regia di Mustafa Akkad (1981)
- Gli eletti (The Chosen), regia di Jeremy Paul Kagan (1981)
- La montagna incantata (Der Zauberberg), regia di Hans W. Geißendörfer (1982)
- A faccia nuda (The Naked Face), regia di Bryan Forbes (1985)
- La casa degli orrori - American gothic (American Gothic), regia di John Hough (1988)
- Un detective... particolare (The January Man), regia di Pat O'Connor (1989)
- Il fiume delle acque magiche (Djavolji raj - Ono ljeto bijelih ruza), regia di Rajko Grlić (1989)
- Tennessee Nights, regia di Nicolas Gessner (1989)
- Se ti piace... vai... (Try This One for Size), regia di Guy Hamilton (1989)
- La ballata del caffè triste (The Ballad of the Sad Cafe), regia di Simon Callow (1990)
- Uomini d'onore (Men of Respect), regia di William Reilly (1990)
- Verdetto: colpevole (Guilty as Charged), regia di Sam Irvin (1991)
- I protagonisti (The Player), regia di Robert Altman (1992)
- Kölcsönkapott idő, regia di István Poór (1993)
- Il vicino di casa (The Neighbor), regia di Rodney Gibbons (1993)
- L'ultimo tatuaggio (The Last Tattoo), regia di John Reid (1994)
- Tutti i giorni è domenica (Tous les jours dimanche), regia di Jean-Charles Tacchella (1994)
- Lo specialista (The Specialist), regia di Luis Llosa (1994)
- The Real Thing - A Stylish Thriller (The Real Thing o Livers Ain't Cheap), regia di James Merendino (1996)
- Mars Attacks!, regia di Tim Burton (1996)
- A spasso col rapinatore (Carpool), regia di Arthur Hiller (1996)
- Shiloh, un cucciolo per amico (Shiloh), regia di Dale Rosenbloom (1996)
- The Kid, regia di John Hamilton (1997)
- Incognito, regia di John Badham (1997)
- Viaggio senza ritorno (Truth or Consequences, N.M.), regia di Kiefer Sutherland (1997)
- Animals (Animals with the Tollkeeper), regia di Michael Di Jiacomo (1998)
- Alexandria Hotel, regia di Andrea Barzini e James Merendino (1998)
- The Snatching of Bookie Bob, regia di John Sharian (1998)
- Legacy, regia di T.J. Scott (1998)
- Shiloh 2: Shiloh Season, regia di Sandy Tung (1999)
- Giorni contati - End of Days (End of Days), regia di Peter Hyams (1999)
- Pazzi in Alabama (Crazy in Alabama), regia di Antonio Banderas (1999)
- Hurricane - Il grido dell'innocenza (The Hurricane), regia di Norman Jewison (1999)
- Cypress Edge, regia di Serge Rodnunsky (2000)
- Body and Soul, regia di Sam Henry Kass (2000)

### Televisione
- The Philip Morris Playhouse – serie TV, episodio 1x22 (1954)
- Screen Directors Playhouse – serie TV, episodio 1x23 (1956)
- General Electric Theater – serie TV, episodio 8x23 (1960)
- Ben Casey – serie TV, episodio 2x03 (1962)
- Route 66 – serie TV, episodio 3x08 (1962)
- Colombo (Columbo) – serie TV, episodio 10x10 (1995)
- Un problema d'onore (In Pursuit of Honor), regia di Ken Olin – film TV (1997)
- La maledizione dell'Olandese Volante (The Flying Dutchman), regia di Robin P. Murray – film TV (2001)

## Riconoscimenti
- Premio Oscar
  - 1955 – Candidatura al miglior attore non protagonista per Fronte del porto
  - 1966 – Candidatura al miglior attore per L'uomo del banco dei pegni
  - 1968 – Miglior attore per La calda notte dell'ispettore Tibbs
- Golden Globe
  - 1966 – Candidatura al miglior attore in un film drammatico per L'uomo del banco dei pegni
  - 1968 – Miglior attore in un film drammatico per La calda notte dell'ispettore Tibbs
- BAFTA
  - 1967 – Miglior attore straniero per L'uomo del banco dei pegni
  - 1968 – Candidatura al miglior attore straniero per La calda notte dell'ispettore Tibbs
- David di Donatello
  - 1969 – Miglior attore straniero per Il sergente
- Festival del cinema di Berlino
  - 1964 – Orso d'argento al miglior attore per L'uomo del banco dei pegni
- Premio Emmy
  - 1959 – Candidatura alla miglior singola performance in Playhouse 90 (episodio "A Town Has Turned to Dust")
  - 1964 – Candidatura al miglior attore in un ruolo da protagonista in Polvere di stelle (episodio "A Slow Fade to Black")

## Doppiatori italiani
Nelle versioni in italiano delle opere in cui ha recitato, Rod Steiger è stato doppiato da:
- Giuseppe Rinaldi in L'uomo del banco dei pegni, Non si maltrattano così le signore, Colombo, L'uomo illustrato, Waterloo, Lucky Luciano, Il giorno più lungo di Scotland Yard, Gli innocenti dalle mani sporche, Jack London Story
- Carlo Romano ne Il grande coltello, Il colosso d'argilla, Vento di terre lontane, Lama alla gola, Il giorno più lungo, Il caro estinto, Giù la testa
- Renato Mori in Lo specialista, The Bomber Boys - Un'avventura esplosiva!, A spasso col rapinatore, Viaggio senza ritorno, Giorni contati - End of Days, Pazzi in Alabama
- Antonio Guidi in Mafia, Gesù di Nazareth, Branco selvaggio
- Sergio Tedesco in Il mistero del lago, A faccia nuda, Legacy
- Stefano Sibaldi in Corte marziale, Ritorno dall'eternità
- Giorgio Capecchi in Oklahoma!, Al di là del ponte
- Pino Locchi in La tortura della freccia, Uomini d'onore
- Nando Gazzolo in Al Capone, Mussolini ultimo atto
- Emilio Cigoli ne I sette ladri, Il mondo nella mia tasca
- Renzo Palmer ne Il sergente, F.I.S.T.
- Gianni Musy in Tiro incrociato, Hurricane - Il grido dell'innocenza
- Sergio Fiorentini in La ballata del caffè triste, Mars Attacks!
- Mario Pisu in Teresa
- Gualtiero De Angelis in Fronte del porto
- Sergio Fantoni ne Il marchio
- Aldo Giuffré in Le mani sulla città
- Ivo Garrani in Gli indifferenti
- Romolo Valli in E venne un uomo
- Bruno Persa ne Il dottor Živago
- Corrado Gaipa in La calda notte dell'ispettore Tibbs
- Luca Ernesto Mellina in Specchio per le allodole
- Marcello Tusco in American Gothic
- Stefano De Sando ne Il leone del deserto
- Gino Donato in Gli eletti
- Giorgio Lopez in Un detective... particolare
- Franco Zucca in Verdetto: colpevole
- Oreste Rizzini in Animals
- Bruno Alessandro in La maledizione dell'Olandese Volante

Da doppiatore è sostituito da:
- Romano Malaspina ne I Simpson